# Cronologia da pandemia de COVID-19 em Angola
Este artigo documenta a cronologia da Pandemia de COVID-19 em Angola.

## Cronologia

### Março de 2020
- 20 de março: Todas as fronteiras do país foram fechadas.[1]
- 21 de março: O Ministério da Saúde de Angola anunciou os dois primeiros casos confirmados do novo coronavírus no país, vindos de Portugal.[2][3]
- 24 de março: Todas as escolas e universidades do país foram fechadas.[4][5]
- 27 de março: O presidente de Angola, João Lourenço, decretou o estado de emergência a partir das 00:00 no horário local, devido à pandemia de COVID-19.[6]
- 29 de março:
  - As duas primeiras mortes foram confirmadas;[7]
  - O número total de casos confirmados foi sete.[7]
- 30 de março: O primeiro caso recuperado é confirmado.[8]